# Sanctuaire de la Miséricorde-Divine de Guayaquil
Pour les articles homonymes, voir sanctuaire de la Miséricorde-Divine.
Le sanctuaire de la Miséricorde-Divine de Guayaquil est une église située à Guayaquil en Équateur, à laquelle l’Église catholique donne les statuts d’église paroissiale et de sanctuaire diocésain. Il est rattaché à l’archidiocèse de Guayaquil, et dédié à la Miséricorde divine.

## Historique
Le diocèse de Guayaquil existe depuis le 4 février 138, créé par une bulle de Grégoire XVI.
Il est décidé en 2009 de construire un sanctuaire pour honorer la Miséricorde divine. La première pierre est posée le 16 septembre.
La messe d’inauguration se déroule le 8 septembre 2013.
Le pape François s’y rend le 6 juillet 2015,.

## Description
Le bâtiment peut accueillir 1 200 personnes pour certains, jusqu’à 2 300 pour d’autres.
Le vitrail principal, de 288 m2, est réalisé par l’artiste Jorge Luis Narea.